# Anthems
Anthems (deutsch Wechselgesänge) ist ein Jazzalbum von Caroline Davis und Rob Clearfield. Die um 2019 entstandenen Aufnahmen erschienen am 27. September 2019 auf Sunnyside Records.

## Hintergrund
Die Saxophonistin Caroline Davis und der Pianist Rob Clearfield haben zuvor jeweils mehrere Alben unter ihrem eigenen Namen vorgelegt und gemeinsam in verschiedenen Kollaborationen gearbeitet, notierte Neri Pollastri. So war 2019 Davis Gast auf dem letzten Album, das Lee Konitz vor seinem Tod 2020 herausgebracht hat, Old Song New. Rob Clearfield spielte wiederum mit Matt Ulery (Delicate Charms) und mit dem israelischen Trompeter Itamar Borochov (Blue Night).
Davis und der Pianist Rob Clearfield nannten ihr Quartett Persona aufgrund ihrer Liebe zu Ingmar Bergmans gleichnamigem Filmklassiker von 1966. Ein Bündel von Davis-Eigenkompositionen stellt eine künstlerische Fusion aus verschiedenen Blickwinkeln vor und begründet sie, schrieb Ban Bilawski. „People Look Like Tanks“, sei inspiriert von der Arbeit des Künstlers Carlo Zinelli, fängt die Kämpfe des Malers mit einer posttraumatischen Belastungsstörung ein, indem er Entwicklungsstränge einem beharrlichen Klavierband gegenüberstellt.

## Titelliste
- Caroline Davis & Rob Clearfield's PERSONA: Anthems (Sunnyside – SSC 1538)[2]

1. People Look Like Tanks 2:31
2. Bots 8:25
3. Anthem 1:27
4. Miss Ann (Eric Dolphy) 3:52
5. A Soothing, Melancholy Breeze (Rob Clearfield) 3:08
6. Green (Rob Clearfield) 5:54
7. Anthem (Reprise) 1:47
8. Secrets (Rob Clearfield) 10:34
9. Lithe 6:21

Wenn nicht anders vermerkt, stammen die Kompositionen von Caroline Davis.

## Rezeption

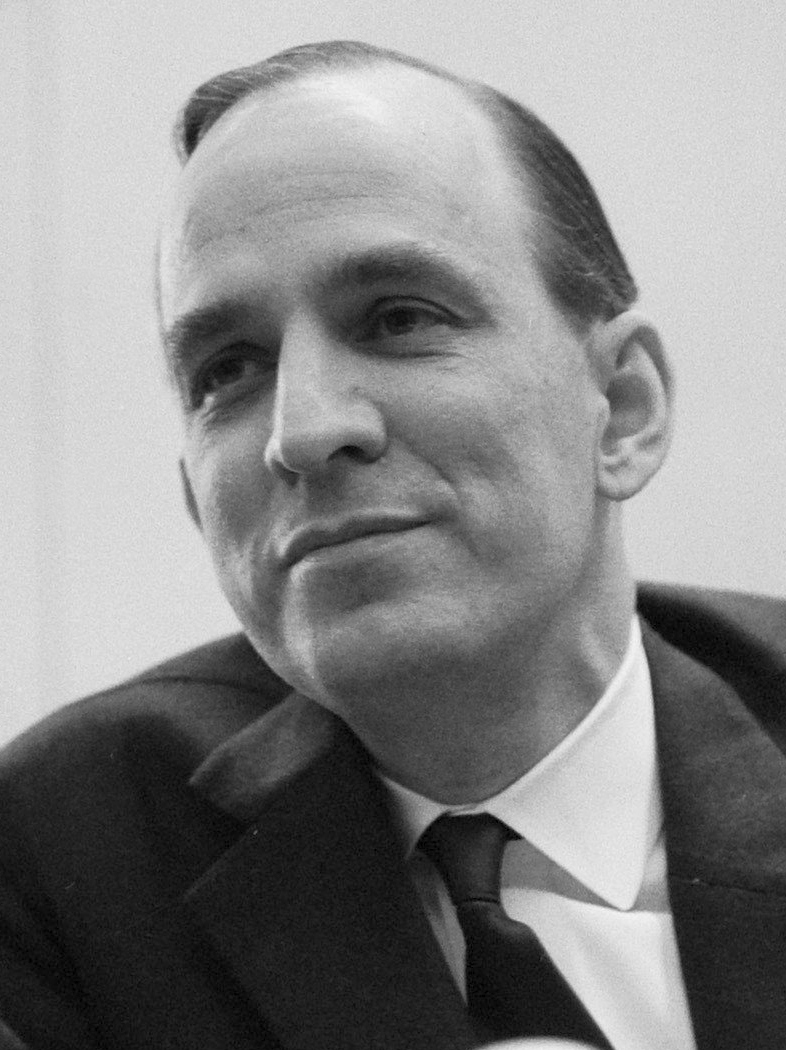
Ingmar Bergman (1966)

Martin Johnson schrieb in Bandcamp Daily, in gewisser Weise spiegele ihre musikalische Beziehung das zugrunde liegende Thema des Bergman-Films wider – die Art und Weise, wie die Identität einer Person beginnen könne, in eine andere überzugehen. Auf der kompakten, aber eleganten Eröffnung „People Look Like Tanks“ von Anthems würden Davis und Clearfield die musikalischen Phrasen des jeweils anderen beenden. Die grüblerische Spannung, die ein Markenzeichen von Bergmans filmischer Arbeit ist, sei in der leisen, gespannten Stimmung des Tracks leicht herauszuhören.
Nach Ansicht von Neri Pollastri, der das Album in All About Jazz rezensierte, Anthem seii eine moderne Jazz-Platte, die ausschließlich aus Eigenkompositionen besteht, mit Ausnahme von „Miss Ann“, einer Hommage an Eric Dolphy, und drehe sich um die Persönlichkeiten der beiden Leiter der Session. Die Kompositionen des Albums, fünf von Davis und drei von Clearfield, seien ausgesprochen lyrisch und erzählerisch, auch wenn sie eine sehr zeitgemäße, offene Struktur und Freiheit bewahren. Atmosphärisch variiere die Musik von Stück zu Stück, neben Momenten dichter und fast schwebender Lyrik – „Secrets“, oder auch „A Soothing, Melancholy Breeze“ – für andere stark rhythmisch – die beiden „Anthems“, die auf einem einstimmigen Puls aufgebaut seien – oder dynamischer intensiv – „People Look Like Tanks“ am Beginn des Albums. In jedem Teil lebe das Werk von den bemerkenswerten Qualitäten der beiden Leader, mit der frischen und nie repetitiven Phrasierung von Davis und der stilistischen Vielfalt Clearfields.
Dan Bilawsky schrieb in JazzTimes, Davis’ und Clearfields Band Persona sei ähnlich wie der Film von Ingmar Bergman, darauf aus, Themen der Konvergenz und Identität zu erforschen. Die Co-Leader würden von den Bindungen profitieren, die sie während ihrer gemeinsamen Tage in Chicago geknüpft haben, aber ihr Album sei nicht an eine einzelne Szene oder eine bestimmte Ästhetik gebunden. Es sei vielmehr „eine bewusstseinsverschmelzende Angelegenheit, die Identitäten zusammenfasst“. In jedem Fall fänden Davis und Clearfield zusammen mit dem Bassisten Sam Weber und dem Schlagzeuger Jay Sawyer Wege, sich in das Gewebe der Musik einzuhüllen und gleichzeitig eine Form der Selbstbestimmung aufrechtzuerhalten, die der Kunst eigen sei.
J.D. Considine schrieb im Down Beat, das Faszinierendste am Klang des Altsaxophons von Caroline Davis sei die Art und Weise, wie es nachklinge. Sie spiele nicht nur die Töne, sondern bewohne sie. So komme selbst der kürzeste Zwischenton zum Abschluss einer Phrase. Es sei ein sehr bewusster Spielstil, der den Titel Anthems rechtfertige, ohne ihn wie eine Herausforderung erscheinen zu lassen. Anthems sei voller besinnlicher Wechselwirkungen zwischen Melodie und Rhythmus, und das Beste an dem Album sei, dass die Musik, so viel Theorie auch in das Komponieren einfließe, niemals gekünstelt oder mechanisch klinge. Es sei die Art des Spiels, die für die Verbundenheit spreche, die diese Musiker empfinden, und die Intelligenz, mit der sie Musik machen würden, Eigenschaften, die sie als eine Band auszeichnen, die man sich ansehen sollte.
Ebenfalls in Down Beat meinte Suzanne Lorge, dass Davis und Clearfield auf Anthems eine ähnliche Auflösungstechnik wie Ingmar Bergman verwenden, wenn sie sich zwischen Klassik und Jazz, Sentimentalität und Strenge, Struktur und Freiheit bewegten. Die Dialektik, die sie erforschen, sei am ausgeprägtesten bei den beiden Interpretationen des Titeltracks, einer akustischen und einer elektrischen. Auf der ersten unterstütze die abgehackte, unzusammenhängende Melodie der Komposition die Dominanz der rhythmischen Figur. Bei der Reprise, die in einem langsameren Tempo gespielt werde, würden die hellen Harmonien und die nuancierte Basslinie der Melodie jedoch deutlicher in den Fokus rücken und trotzten diesmal dem selbstbewussten Puls des Songs. Zusammen würden diese beiden Interpretationen „eine Chiffre zum Verständnis des Albums“ darstellen: „Jeder musikalische Impuls wird schließlich einem gegensätzlichen Konzept weichen.“ Die Urheber des Albums würden es schaffen, all diese musikalischen Informationen auf engstem Raum unterzubringen.